# Serge Rohmann
Serge Rohmann (* 27. November 1970 in Luxemburg) ist ein ehemaliger luxemburgischer Fußballtorwart.
Rohmanns Heimatverein war Aris Bonneweg. Im Sommer 1993 wechselte er zu F91 Düdelingen. Fünf Jahre später verließ er den Klub Richtung CS Hobscheid, wo er im Sommer 1999 seine Karriere beendete. Am 29. März 1995 stand er beim EM-Qualifikationsspiel der luxemburgischen Fußballnationalmannschaft gegen Norwegen (0:2) im Tor. Es blieb trotz mehrerer Nominierungen von 1994 bis 1997 sein einziges Länderspiel.  